# Список призёров Олимпийских игр по фехтованию (женщины)
Полный список призёров Олимпийских игр по фехтованию среди женщин в 1924—2020 годах.

## Призёры в индивидуальных соревнованиях

### Шпага
| Игры                              | Золото                | Серебро                       | Бронза                      |
| 1996 Атланта см. подробнее        | Лора Флессель (FRA)   | Валери Барлуа (FRA)           | Дьёндьи Салаи (HUN)         |
| 2000 Сидней см. подробнее         | Тимеа Надь (HUN)      | Джанна Хаблютцель-Бюрки (SUI) | Лора Флессель-Коловиц (FRA) |
| 2004 Афины см. подробнее          | Тимеа Надь (HUN)      | Лора Флессель-Коловиц (FRA)   | Морин Низима (FRA)          |
| 2008 Пекин см. подробнее          | Бритта Хайдеман (GER) | Ана Мария Брынзэ (ROU)        | Ильдико Минца-Небальд (HUN) |
| 2012 Лондон см. подробнее         | Яна Шемякина (UKR)    | Бритта Хайдеман (GER)         | Сунь Юйцзе (CHN)            |
| 2016 Рио-де-Жанейро см. подробнее | Эмеше Сас (HUN)       | Росселла Фьяминго (ITA)       | Сунь Ивэнь (CHN)            |
| 2020 Токио см. подробнее          | Сунь Ивэнь (CHN)      | Ана Мария Попеску (ROU)       | Катрина Лехис (EST)         |
| 2024 Париж см. подробнее          | Вивиан Кон (HKG)      | Орьян Малло (FRA)             | Эстер Мухари (HUN)          |

### Рапира
| Призёры в личных соревнованиях (рапира) | Призёры в личных соревнованиях (рапира)                    | Призёры в личных соревнованиях (рапира)                    | Призёры в личных соревнованиях (рапира)                    | Призёры в личных соревнованиях (рапира)                    | Призёры в личных соревнованиях (рапира)                    |
| --------------------------------------- | ---------------------------------------------------------- | ---------------------------------------------------------- | ---------------------------------------------------------- | ---------------------------------------------------------- | ---------------------------------------------------------- |
| Год                                     | Место                                                      | Золото                                                     | Серебро                                                    | Бронза                                                     |                                                            |
| 1924                                    | Париж                                                      | Эллен Осиер                                                | Глэдис Дэвис                                               | Грете Хекшер                                               |                                                            |
| 1928                                    | Амстердам                                                  | Хелена Майер                                               | Мюриэл Фримэн                                              | Ольга Олькерс                                              |                                                            |
| 1932                                    | Лос-Анджелес                                               | Эллен Прайс                                                | Джуди Гиннесс                                              | Эрна Богати                                                |                                                            |
| 1936                                    | Берлин                                                     | Илона Элек                                                 | Хелена Майер                                               | Эллен Прайс                                                |                                                            |
| 1940, 1944                              | Олимпийские игры не проводились из-за Второй мировой войны | Олимпийские игры не проводились из-за Второй мировой войны | Олимпийские игры не проводились из-за Второй мировой войны | Олимпийские игры не проводились из-за Второй мировой войны | Олимпийские игры не проводились из-за Второй мировой войны |
| 1948                                    | Лондон                                                     | Илона Элек (2)                                             | Карен Лахманн                                              | Эллен Мюллер-Прайс                                         |                                                            |
| 1952                                    | Хельсинки                                                  | Ирен Камбер                                                | Илона Элек                                                 | Карен Лахманн                                              |                                                            |
| 1956                                    | Мельбурн                                                   | Джиллиан Шин                                               | Ольга Орбан-Сабо                                           | Рене Гарилье                                               |                                                            |
| 1960                                    | Рим                                                        | Хайди Шмидт                                                | Валентина Растворова                                       | Мария Викол                                                |                                                            |
| 1964                                    | Токио                                                      | Ильдико Рейтё                                              | Хельга Меес                                                | Антонелла Раньо                                            |                                                            |
| 1968                                    | Мехико                                                     | Елена Белова                                               | Мария дель Пилар Рольдан                                   | Ильдико Уйлаки-Рейтё                                       |                                                            |
| 1972                                    | Мюнхен                                                     | Антонелла Раньо-Лонци                                      | Ильдико Фаркашински-Бобиш                                  | Галина Горохова                                            |                                                            |
| 1976                                    | Монреаль                                                   | Ильдико Шварценбергер                                      | Мария Консолата Коллино                                    | Елена Белова                                               |                                                            |
| 1980                                    | Москва                                                     | Паскаль Тренке-Ашен                                        | Магда Марош                                                | Барбара Высочаньская                                       |                                                            |
| 1984                                    | Лос-Анджелес                                               | Луань Цзюйцзе                                              | Корнелиа Ханиш                                             | Дорина Ваккарони                                           |                                                            |
| 1988                                    | Сеул                                                       | Аня Фихтель                                                | Сабине Бау                                                 | Цита-Ева Функенхаузер                                      |                                                            |
| 1992                                    | Барселона                                                  | Джованна Триллини                                          | Ван Хуэйфэн                                                | Татьяна Садовская                                          |                                                            |
| 1996                                    | Атланта                                                    | Лаура Бадя                                                 | Валентина Веццали                                          | Джованна Триллини                                          |                                                            |
| 2000                                    | Сидней                                                     | Валентина Веццали                                          | Рита Кёниг                                                 | Джованна Триллини                                          |                                                            |
| 2004                                    | Афины                                                      | Валентина Веццали (2)                                      | Джованна Триллини                                          | Сильвия Грухала                                            |                                                            |
| 2008                                    | Пекин                                                      | Валентина Веццали (3)                                      | Нам Хён Хи                                                 | Маргерита Гранбасси                                        |                                                            |
| 2012                                    | Лондон                                                     | Элиза Ди Франчиска                                         | Арианна Эрриго                                             | Валентина Веццали                                          |                                                            |
| 2016                                    | Рио-де-Жанейро                                             | Инна Дериглазова                                           | Элиза Ди Франчиска                                         | Инес Бубакри                                               |                                                            |
| 2020                                    | Токио                                                      | Ли Кифер                                                   | Инна Дериглазова                                           | Лариса Коробейникова                                       |                                                            |

### Сабля
| Игры                              | Золото                 | Серебро              | Бронза               |
| 2004 Афины см. подробнее          | Мариэль Загунис (USA)  | Тань Сюэ (CHN)       | Сада Джекобсон (USA) |
| 2008 Пекин см. подробнее          | Мариэль Загунис (USA)  | Сада Джекобсон (USA) | Ребекка Уорд (USA)   |
| 2012 Лондон см. подробнее         | Ким Джи Ён (KOR)       | Софья Великая (RUS)  | Ольга Харлан (UKR)   |
| 2016 Рио-де-Жанейро см. подробнее | Яна Егорян (RUS)       | Софья Великая (RUS)  | Ольга Харлан (UKR)   |
| 2020 Токио см. подробнее          | София Позднякова (ROC) | Софья Великая (ROC)  | Манон Брюне (FRA)    |
| 2024 Париж см. подробнее          | Манон Брюне (FRA)      | Сара Бальцер (FRA)   | Ольга Харлан (UKR)   |

## Призёры в командных соревнованиях

### Шпага
| Игры                              | Золото                                                                        | Серебро                                                                                | Бронза                                                                                            |
| 1996 Атланта см. подробнее        | Франция · Лора Флессель · Валери Барлуа · Софи Морессе-Пишо                   | Италия · Лаура Кьеза · Элиза Уга · Маргерита Дзалаффи                                  | Россия · Мария Мазина · Карина Азнавурян · Юлия Гараева                                           |
| 2000 Сидней см. подробнее         | Россия · Карина Азнавурян · Оксана Ермакова · Татьяна Логунова · Мария Мазина | Швейцария · Софи Ламон · Диана Романьоли · Джанна Хаблютцель-Бюрки                     | Китай · Ли На · Лянь Цин · Ян Шаоци                                                               |
| 2004 Афины см. подробнее          | Россия · Карина Азнавурян · Оксана Ермакова · Татьяна Логунова · Анна Сивкова | Германия · Бритта Хайдеман · Имке Дуплитцер · Клаудия Бокель                           | Франция · Сара Данент · Лора Флессель-Коловиц · Морин Низима · Хайналька Пико                     |
| 2008 Пекин                        | не входила в программу                                                        | не входила в программу                                                                 | не входила в программу                                                                            |
| 2012 Лондон см. подробнее         | Китай · Сунь Юйцзе · Сюй Аньци · Ли На · Ло Сяоцзюань                         | Республика Корея · Чхве Ин Джон · Син А Рам · Чон Хё Джон · Чхве Ын Сук                | США · Кортни Хёрли · Келли Хёрли · Майя Лоуренс · Сьюзи Скэнлон                                   |
| 2016 Рио-де-Жанейро см. подробнее | Румыния · Симона Герман · Лоредана Дину · Симона Поп · Ана Мария Попеску      | Китай · Сюй Аньци · Сунь Ивэнь · Сунь Юйцзе · Хао Цзялу                                | Россия · Виолетта Колобова · Татьяна Логунова · Любовь Шутова · Ольга Кочнева                     |
| 2020 Токио см. подробнее          | Эстония · Юлия Беляева · Эрика Кирпу · Катрина Лехис · Ирина Эмбрих           | Республика Корея · Кан Ён Ми · Ли Хе Ин · Сон Се Ра · Чхве Ин Джон                     | Италия · Федерика Изола · Мара Наваррия · Альберта Сантуччо · Росселла Фьяминго                   |
| 2024 Париж см. подробнее          | Италия · Альберта Сантуччо · Росселла Фьяминго · Джулия Рицци · Мара Наваррия | Франция · Мари-Флоранс Кандассами · Орьян Малло · Коралин Витали · Александра Луи-Мари | Польша · Рената Кнапик-Мязга · Мартина Сватовская-Венглярчик · Алисья Класик · Александра Ярецкая |

### Рапира
| Год  | Место проведения | Золото | Серебро                                                                                                   | Бронза |
| 1960 | Рим              | СССР · Валентина Растворова · Галина Горохова · Александра Забелина · Валентина Прудскова · Татьяна Петренко · Людмила Шишова | Венгрия · Дьёдрди Марвалич · Ильдико Уйлаки-Рейтё · Магдольна Ньяри · Каталин Юхас · Лидия Дёмёльки       | Италия · Ирене Камбер · Бруна Коломбетти · Клаудия Пазини · Антонелла Раньо-Лонци · Велледа Чезари           |
| 1964 | Токио            | Венгрия · Паула Мароши · Каталин Юхас · Юдит Агоштон · Лидия Дёмёльки · Ильдико Уйлаки-Рейтё                                  | СССР · Галина Горохова · Валентина Прудскова · Татьяна Самусенко · Валентина Растворова · Людмила Шишова  | Объединённая германская команда · Хельга Меес · Роземари Шербергер · Хайди Шмид · Гудрун Тойеркауфф          |
| 1968 | Мехико           | СССР (2) · Александра Забелина · Татьяна Самусенко · Елена Новикова-Белова · Галина Горохова · Светлана Чиркова               | Венгрия · Лидия Дёмёльки · Ильдико Бобиш · Ильдико Уйлаки-Рейтё · Мария Гулачи · Паула Мароши             | Румыния · Екатерина Сталь · Илеана Дьюлаи-Дримбэ · Мария Викол · Ольга Орбан-Сабо · Ана Ене-Дершидан (Пашку) |
| 1972 | Мюнхен           | СССР (3) · Елена Новикова-Белова · Галина Горохова · Татьяна Самусенко · Александра Забелина · Светлана Чиркова               | Венгрия · Ильдико Бобиш · Ильдико Уйлаки-Рейтё · Ильдико Шварценбергер · Мария Сольноки · Ильдико Сольнай | Румыния · Илеана Дьюлаи-Дримбэ · Ана Ене-Дершидан (Пашку) · Екатерина Сталь · Ольга Орбан-Сабо]              |
| 1976 | Монреаль         | СССР · Елена Белова · Ольга Князева · Валентина Сидорова · Наиля Гилязова · Валентина Никонова                                | Франция · Брижит Гапе-Дюмон · Брижитт Латриль-Годен · Клодет Жослан · Кристин Мюзьо · Вероник Тренке      | Венгрия · Ильдико Шварценбергер · Эдит Ковач · Магда Марош · Ильдико Уйлаки-Рейтё · Ильдико Бобиш            |
| 1980 | Москва           | Франция · Паскаль Тренке-Ашен · Брижитт Латрилль-Годен · Изабелль Бегар · Вероник Брукье · Кристин Мюзьо                      | СССР · Валентина Сидорова · Наиля Гилязова · Елена Белова · Ирина Ушакова · Лариса Цагараева              | Венгрия · Ильдико Шварценбергер · Магда Марош · Гертруд Штефанек · Жужанна Сёч · Эдит Ковач                  |
| 1984 | Лос-Анджелес     | ФРГ · Сабина Бишофф · Цита-Эва Функенхаузер · Корнелия Ханиш · Кристиане Вебер · Уте Кирхайс-Вессель                          | Румыния · Аурора Дан · Моника Вебер-Косто · Розалия Орос · Марчела Жак · Элисабета Гузгану                | Франция · Вероник Брукье · Брижитт Латриль-Годен · Паскаль Тренке · Анн Мегре · Лоранс Моден-Сессак          |
| 1988 | Сеул             | ФРГ · Аня Фихтель · Цита-Эва Функенхаузер · Кристиане Вебер · Сабине Бау · Аннетте Клюг                                       | Италия · Франческа Бортолоцци · Аннапия Гандольфи · Лючия Траверса · Дорина Ваккарони · Маргерита Цалаффи | Венгрия · Жужа Яноши · Эдит Ковач · Гертруд Штефанек · Жужанна Сёч · Каталин Тушак                           |
| 1992 | Барселона        | Италия · Диана Бьянкеди · Франческа Бортолоцци · Джованна Триллини · Дорина Ваккарони · Маргерита Цалаффи                     | Германия · Сабине Бау · Цита Функенхаузер · Аннетт Добмайер · Аня Фихтель-Мауритц · Моника Вебер-Косто    | Румыния · Река Сабо · Клаудиа Григореску · Элизабета Гузгану-Туфан · Лаура Бадя · Роксана Думитреску         |
| 1996 | Атланта          | Италия (2) · Франческа Бортолоцци-Борелла · Джованна Триллини · Валентина Веццали                                             | Румыния · Лаура Бадя · Река Сабо · Роксана Скарлат                                                        | Германия · Аня Фихтель-Мориц · Сабине Бау · Моника Вебер-Косто                                               |
| 2000 | Сидней           | Италия (3) · Диана Бьянкеди · Джованна Триллини · Валентина Веццали                                                           | Польша · Сильвия Грухала · Магдалена Мрочкевич · Анна Рыбицка · Барбара Шевчик                            | Германия · Сабине Бау · Рита Кёниг · Моника Вебер-Косто                                                      |
| 2008 | Пекин            | Россия (1/5) · Светлана Бойко · Аида Шанаева · Виктория Никишина · Евгения Ламонова                                           | США · Эмили Кросс · Ханна Томпсон · Эринн Смарт                                                           | Италия · Валентина Веццали · Джованна Триллини · Маргерита Гранбасси · Илария Сальватори                     |
| 2012 | Лондон           | Италия (2) · Валентина Веццали · Элиза Ди Франчиска · Арианна Эрриго · Илария Сальватори                                      | Россия · Аида Шанаева · Лариса Коробейникова · Инна Дериглазова · Камилла Гафурзянова                     | Республика Корея · Нам Хён Хи · Чон Гиль Ок · Чон Хи Сук · О Ха На                                           |
| 2020 | Токио            | ОКР · Инна Дериглазова · Аделина Загидуллина · Лариса Коробейникова · Марта Мартьянова                                        | Франция · Анита Блаз · Астрид Гюйар · Полин Ранвье · Изаора Тибюс                                         | Италия · Мартина Батини · Аличе Вольпи · Эрика Чипресса · Арианна Эрриго                                     |

### Сабля
| Игры                              | Золото                                                                    | Серебро                                                                   | Бронза                                                                      |
| 2008 Пекин см. подробнее          | Украина · Галина Пундик · Ольга Харлан · Елена Хомровая · Ольга Жовнир    | Китай · Бао Инъин · Хуан Хайян · Ни Хун · Тань Сюэ                        | США · Сада Джекобсон · Бекка Уорд · Мариэль Загунис                         |
| 2012 Лондон                       | не входила в программу                                                    | не входила в программу                                                    | не входила в программу                                                      |
| 2016 Рио-де-Жанейро см. подробнее | Россия · Софья Великая · Юлия Гаврилова · Екатерина Дьяченко · Яна Егорян | Украина · Елена Воронина · Алина Комащук · Елена Кравацкая · Ольга Харлан | США · Моника Аксамит · Дагмара Возняк · Мариэль Загунис · Ибтихадж Мухаммад |
| 2020 Токио см. подробнее          | ОКР · Софья Великая · Ольга Никитина · София Позднякова                   | Франция · Сара Бальзер · Сесилия Бердер · Манон Брюне · Шарлотта Лембах   | Республика Корея · Ким Джи Ён · Со Джи Ён · Чхве Су Ён · Юн Джи Су          |
| 2024 Париж см. подробнее          | Украина · Ольга Харлан · Алина Комащук · Елена Кравацкая · Юлия Бакастова | Республика Корея · Чхве Се Бин · Чон Ха Ён · Юн Джи Су · Чон Ын Хе        | Япония · Мисаки Эмура · Риса Такасима · Сихоми Фукусима · Сери Одзаки       |